# Our Gang
Our Gang («Пострелята») — двенадцатая серия первого сезона американского мультсериала «Шоу Кливленда». Премьерный показ состоялся 31 января 2010 года на канале FOX.

## Сюжет
Кливленд образовывает клуб для подростков, лишённых родительской заботы, под названием «Безумная восьмёрка» (The Crazy Eights), и с помощью своего сына надеется вытащить их из «преступного болота». Однако, вскоре сам он оказывается втянут в «грязные делишки», и только его новые молодые подопечные в силах помочь ему.
Кливленда-младшего похищает банда «Stoolbloods»; его отец обнаруживает, что печенье, продаваемое ими — наркотики.
Тем временем, Ралло пытается стать, как Супермен.

## Создание[1]
Автор сценария: Аарон Ли
Режиссёр: Энтони Агруса
Композитор:
Приглашённые знаменитости: Моник Коулман (в роли Фонтейши) и Сет Грин (в роли Криса Гриффина)

## Интересные факты